# Midvale (Idaho)
Midvale – miasto w Stanach Zjednoczonych, w stanie Idaho, w hrabstwie Washington.